# Batallones de voluntarios Ucranianos

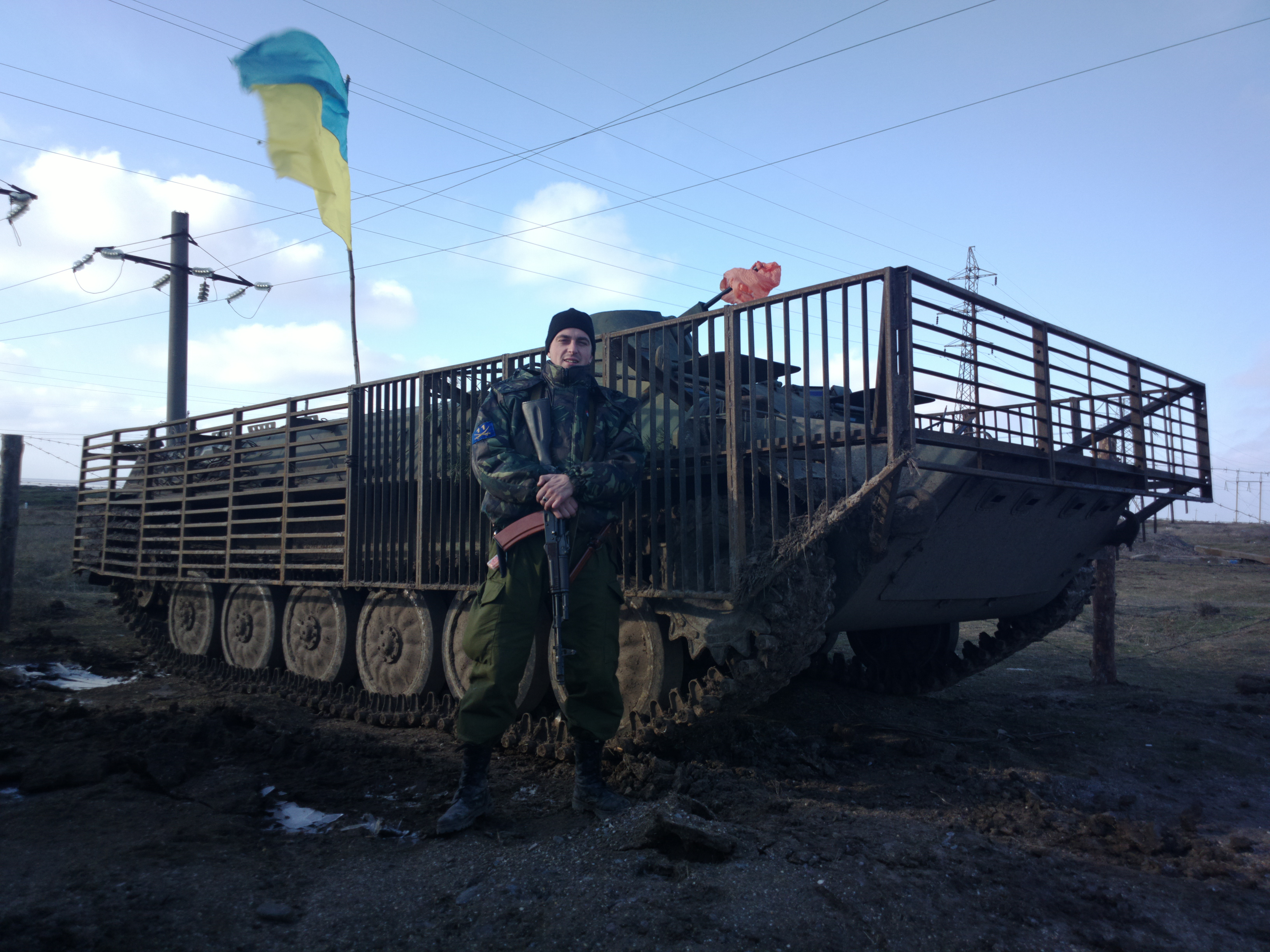
11.º batallón de defensa territorial "Kyivan Rus" luchador, 2014.

Batallones de voluntarios Ucranianos (Ucraniano: батальйони Добровольчі, romanizado: Dobrovolchi bataliony, más formalmente Добровольчі військові формування України, Voluntarios buscan formación de Dobrovolchi viiskovi formuvannia Ukrainy, 'Voluntarios para formaciones militares de Ucrania', o abreviado Добробати, Dobrobaty) movilizados en respuesta al estado percibido de debilidad y falta de voluntad para contrarrestar el creciente separatismo en la primavera de 2014. La primera de estas unidades voluntarias luego se formalizó a formaciones militares, policía especial y formaciones paramilitares en respuesta a la  intervención militar rusa en Ucrania. La mayoría de las formaciones estaban integradas por organismos gubernamentales del Ministerio de Defensa y Ministerio de Asuntos Internos; la minoría es independiente.
En septiembre de 2014, 37 batallones voluntarios participaron activamente en las batallas de la Guerra del Dombás. Algunos de los combatientes del batallón son antiguos activistas de Euromaidán, pero sus antecedentes sociales son muy diversos. Entre ellos hay estudiantes y oficiales militares. Tras la orden de abandonar el frente en 2015, el fenómeno del batallón de voluntarios había terminado en gran medida al año de su comienzo.
El Sector Derecho había formado varios batallones que se conocen como Cuerpo de Voluntarios de Ucrania. En la primavera de 2015 hubo intentos de integrar el Cuerpo de Voluntarios de Ucrania al Ejército o la Guardia Nacional de Ucrania.
Tras la invasión de Ucrania en 2022 por las fuerzas de la Federación Rusa, el presidente ucraniano, Volodímir Zelenski instó a los voluntarios extranjeros a viajar a las embajadas Ucranianas en todo el mundo  para poder unirse a una nueva 'Brigada Internacional' de las fuerzas armadas ucranianas.

## Contexto
La guerra ruso-ucraniana es un conflicto bélico actualmente en curso entre Rusia y Ucrania que comenzó el 20 de febrero de 2014 tras el denominado Euromaidán, una serie de protestas que habían comenzado en Kiev en noviembre de 2013 debido a la suspensión de la firma del Acuerdo de Asociación entre Ucrania y la Unión Europea. Se acrecentó a partir de 2021 y desembocó en la invasión rusa de Ucrania el 24 de febrero de 2022.
Las protestas de febrero de 2014 desataron disturbios en la capital, especialmente en la plaza de la Independencia (Kiev). Los enfrentamientos se saldaron con al menos ochenta fallecidos entre el 19 y el 21 de ese mes. Al día siguiente, los opositores ocuparon las principales instituciones con sede en Kiev, tras la huida del presidente Víktor Yanukóvich en dirección desconocida. La Rada Suprema tomó el control del país en ausencia de buena parte de sus miembros y Oleksandr Turchínov asumió la coordinación del Gobierno y la presidencia del Parlamento. La Rada Suprema destituyó del cargo al huido Yanukóvich por el abandono de sus funciones constitucionales y tomó el control del país votando la vuelta a la Constitución de 2004, acordada el día anterior.
Rusia no reconoció este gobierno como autoridad legítima de Ucrania y declaró que lo ocurrido fue un «golpe de Estado». En consecuencia, el Congreso de diputados y gobernadores regionales del Este y Sur de Ucrania hicieron un llamamiento a la resistencia y acusó a la oposición de incumplir el acuerdo de paz que había sido firmado el 21 de febrero con el huido presidente. A partir de entonces, residentes de la mitad suroriental de Ucrania se manifestaron en contra del nuevo gobierno de Kiev. Entre tanto se realizó el referéndum sobre el estatus político de Crimea. Entonces se produjo una intervención militar, donde las Fuerzas Armadas de Rusia se desplegaron en la península de Crimea —incluyendo Sebastopol— arguyendo el garantizar la integridad de los ucranianos prorrusos habitantes de Crimea y las bases rusas estacionadas allí. Así, el 17 de mayo, fue proclamada la independencia de la República de Crimea y al día siguiente fue aprobada la anexión de Crimea por Rusia. En los días posteriores, las tropas militares ucranianas se enfrentaron en contados incidentes con el ejército ruso hasta finalmente replegarse de la península y pasando a considerar a esta como parte de los territorios temporalmente ocupados de Ucrania.

## Formaciones de voluntarios

### Ministerio de Defensa
Desde la primavera del 2014, durante la primera fase de la guerra ruso-ucraniana, el Ministerio de Defensa ha formado 32 batallones de defensa territorial. A finales del 2014, los batallones de defensa territorial se reorganizaron como batallones de infantería motorizados.
Además de los batallones de defensa territorial, varias unidades regulares de las Fuerzas armadas de Ucrania se formaron con voluntarios, como el 3.º Batallón Móvil de Aviación "Phoenix" o el 54.º Batallón de Reconocimiento "UNSO". En 2015, el 46.º Batallón Spetsnaz "Donbas Ucrania" fue creado a partir de voluntarios del Batallón Dombás quienes decidieron cambiar de la Guardia Nacional de Ucrania a las Fuerzas armadas.

### Ministerio de Asuntos Internos
Según el ministro del Interior de Avakov, a mediados de abril del 2016, 205 efectivos del personal de servicio de los batallones de voluntarios del ministerio habían muerto en acción, incluidos miembros de la Guardia Nacional.

#### Policía de Patrullaje de Tareas Especiales
El ministerio de Asuntos Internos había establecido 56 unidades de policía de patrullaje de tareas especiales, de compañía a batallón. Tras varias reorganizaciones, este número se redujo a 33 unidades.
Las Unidades Notables formadas entre 2014 y 2015 incluyen:
- Regimiento Dnipro-1
- Batallón de Policía de Járkov
- Batallón de Poltava
- Batallón Sich
- Batallón Svyatyi Mykolai

#### Guardia Nacional de Ucrania
La Guardia Nacional de Ucrania, subordinada al Ministerio del Interior, había establecido varios batallones de reserva, entre ellos el Batallón Dombás y el Batallón General Kulchytskiy, formados por voluntarios y activistas de Maidan.
Las Unidades Notables formadas entre 2014 y 2015 incluyen:
El Batallón Dombás es una unidad militar ucraniana de voluntarios, perteneciente a la Guardia Nacional de Ucrania, subordinada a su vez al Ministerio del Interior de Ucrania, con sede en la ciudad de Severodonetsk. Sus comienzos datan de la primavera de 2014, cuando comenzó la formación de la unidad al mismo tiempo que las protestas prorrusas se extendían por Ucrania —en respuesta a su vez al «Euromaidán» acontecido meses antes. Creada por el comandante de la Guardia Nacional, Semén Seménchenko, en sus comienzos actuaba como una fuerza paramilitar independiente, pero pronto quedó integrada en la Guardia Nacional como «2º Batallón de Propósito Especial Dombás», rol que mantuvo entre junio de 2014 y octubre de 2016, cuando la mayoría de su personal fue desmovilizado, momento en el que empezó a autodenominarse «como una organización no estatal de voluntarios de defensa de Ucrania».
La 3.ª Brigada Independiente de Asalto «Azov»  (en ucraniano: Штурмова бригада «Азов», romanizado: Shturmova bryhada "Azov") es una formación de la Guardia Nacional de Ucrania anteriormente con sede en Mariúpol, en la región costera del mar de Azov, de donde deriva su nombre. Fue fundada en mayo de 2014 como Batallón Azov (ucraniano: батальйон «Азов», romanizado: Batallón "Azov"), una milicia paramilitar voluntaria bajo el mando de Andriy Biletsky para luchar contra las fuerzas prorrusas en la guerra del Dombás. Se incorporó formalmente a la Guardia Nacional el 11 de noviembre de 2014, y se le designó como Destacamento de Operaciones Especiales "Azov" (en ucraniano: Окремий загін спеціального призначення «Азов», romanizado: Okremyi zahin pzozsialchennonia), también conocido como Regimiento Azov (ucraniano: Полк «Азов», romanizado: Polk "Azov"). En febrero de 2023, ante la invasión rusa del país, el Ministerio del Interior de Ucrania anunció que Azov se ampliaría como una brigada de la nueva Guardia Ofensiva.
Tiene su origen en el Batallón Azov, una formación militar ultra-nacionalista, calificada también como neofascista de ideología neonazi formada por varios cientos de voluntarios de Ucrania, y de varios países, entre los que destacaban los de nacionalidad croata. Algunos medios lo consideran responsable de crímenes de guerra contra ciudadanos ucranianos. El batallón utilizaba símbolos controvertidos por su asociación al neo-nazismo como la insignia Wolfsangel utilizada por las divisiones de las SS. La unidad ha sido designada grupo terrorista por Rusia desde agosto de 2022.

### Cuerpo de Voluntarios Ucranianos

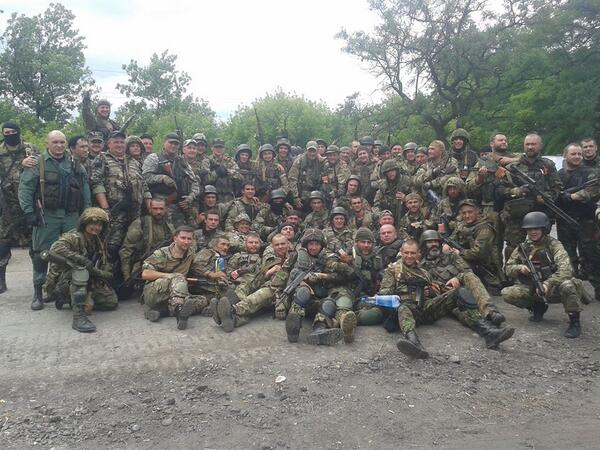
Cuerpo de Voluntarios de Ucrania, 2014.

El Cuerpo de Voluntarios de Ucrania del Sector Derecho (ucraniano: Добровольчий український корпус «Пра́вий се́ктор», ДУК ПС, romanizado: Dobrovolʹchyi ukrainsʹkyi korpus "Právyi séktor", DUK PS) o simplemente el Cuerpo de Voluntarios de Ucrania (ucraniano: Добровольчий український корпус, ДУК, romanizado: Dobrovolʹchyi ukrainsʹkyi korpus, DUK), es el brazo paramilitar del partido nacionalista ucraniano de extrema derecha Sector Derecho. El Cuerpo de Voluntarios de Ucrania se fundó el 17 de julio de 2014 como uno de los "batallones de voluntarios", creados como respuesta al auge del separatismo prorruso y la intervención rusa en la guerra del Dombás.
Se definen oficialmente como una "formación voluntaria de ciudadanos ucranianos, ucranianos del exterior y no ucranianos, ciudadanos de otros países que comparten la ideología del nacionalismo ucraniano y han expresado su deseo de participar en la lucha armada del pueblo ucraniano contra enemigos externos e internos". El Cuerpo de Voluntarios de Ucrania está compuesto principalmente por miembros del Sector Derecho, pero también acepta voluntarios sin ninguna afiliación partidaria, así como extranjeros. El DUK fue fundado por Dmitró Yárosh, nombre de guerra "Yastrub" ("Halcón"), quien también era el líder del Sector Derecho, de una milicia irregular que el Sector Derecho formó durante el Euromaidán, que patrullaba las calles después de la caída del gobierno de Yanukóvich. En 2015, después de la renuncia de Yárosh, anunció la creación del Ejército de Voluntarios de Ucrania, una nueva unidad paramilitar formada por antiguas unidades del DUK.

### Batallón OUN
El batallón de la "Organización de Nacionalistas Ucranianos" estaba operando en el área de Pisky, Donetsk. El batallón se disolvió en septiembre de 2019; como una de las últimas unidades compuestas exclusivamente por soldados voluntarios.

### Batallón Noman Çelebicihan
El Batallón Noman Çelebicihan fue uno de los tres batallones reportados con mayoría de miembros musulmanes. Estaba compuesto principalmente por Tártaros de Crimea y tenía su sede en la región de Jersón en la frontera con Crimea. No participó en ninguna operación de combate. El batallón se formó y disolvió en 2016. Muchos de sus miembros se unieron más tarde a otros batallones de voluntarios o se alistaron en el ejército Ucraniano. Según se informa, el batallón recibió asistencia de Turquía. El batallón Noman Çelebicihan es el único batallón reportado de Musulmanes Ucranianos luchando por Ucrania.

### Combatientes extranjeros
El movimiento de combatientes extranjeros en 2014 fue en gran parte de corta duración, como escribió el investigador Kacper Rekawek, "los combatientes llegaron durante el verano de 2014, y la mayoría de ellos se fueron de Ucrania en algún momento de 2015, aunque algunos regresaron más tarde, con un pequeño grupo estableciéndose en Ucrania de forma permanente". A finales de 2015, señala Rekawek, "ambas partes tomaron medidas para profesionalizar sus fuerzas e incorporar los batallones de voluntarios organizados de abajo hacia arriba, por ejemplo, en la Guardia Nacional de Ucrania o, en el caso de los 'separatistas,' en el 'cuerpo del ejército'. Esto significó efectivamente el fin del reclutamiento de combatientes extranjeros para este conflicto y muy pocos (nuevos) extranjeros se unieron a cualquiera de los bandos después de finales del 2015"
El 6 de octubre de 2014 el parlamento Ucraniano votó a favor de permitir que los combatientes extranjeros se unieran al ejército Ucraniano. Ese diciembre, el presidente Ucraniano Petro Poroshenko prometió que los combatientes extranjeros que se unieran al ejército Ucraniano recibierán la ciudadanía. Sin embargo, el Kiev infomó que, en octubre del 2015, solo se había concedido la ciudadanía a un combatiente extranjero de Rusia. El mismo mes, 30 combatientes ( de Bielorurusia, Georgia y Rusia) se manifestaron en Kiev por la ciudadanía Ucraniana.

#### Resumen del país de origen de los combatientes extranjeros
Un análisis de los combatientes extranjeros realizado por Arkadiusz Legieć, analista principal del Instituto Polaco de Asuntos Internacionales, estimó que alrededor de 17 241 combatientes extranjeros lucharon en Ucrania entre 2014 y 2019. 3879 de esos combatientes extranjeros apoyaron a Ucrania y se unieron a batallones de voluntarios extranjeros. El grupo más grande de combatientes extranjeros para Ucrania fue de aproximadamente 3,000 voluntarios ciudadanos Rusos. El segundo grupo más grande estaba formado por aproximadamente 300 Bielorrusos. El tercer grupo más grande estaba formado por aproximadamente 120 Georgianos. El único otro país que superó los 50 combatientes extranjeros fue Croacia , con aproximadamente 60 combatientes. Otros países cuyos ciudadanos apoyaron a Ucrania incluyeron Albania (15), Australia (5), Austria (35), Azerbaiyán (20), Bélgica (1), Bosnia y Herzegovina (5), Bulgaria (6), Canadá (10), República Checa (5), Dinamarca (15), Estonia (10), Finlandia (15), Francia (15), Alemania (15), Grecia (2), Irlanda (7), Israel (15), Italia (35), Letonia (8), Lituania (15), Moldavia (15), Kosovo (4), Países Bajos (3), Macedonia del Norte  (4), Noruega (10), Polonia (10), Portugal (1), Rumanía (4), Serbia (6), Eslovaquia (8), Suecia (25), Turquía (30), el Reino Unido (10), Uruguay (3) 
y los Estados Unidos (15).

#### Legión Nacional de Georgia
La Legión Nacional de Georgia es una unidad paramilitar formada en su mayoría por voluntarios de etnia Georgiana que luchan del lado de Ucrania en la Guerra del Dombás. La unidad se organizó en 2014 con el objetivo declarado de "hacer frente a la agresión rusa". El grupo está comandado por Mamuka Mamulashvili, un veterano oficial georgiano. También hay miembros de la legión nacional georgiana que tenían experiencia en las guerras de Chechenia.

#### Grupo Táctico Bielorrusia
El Grupo Táctico "Bielorrusia" era un grupo de voluntarios de ciudadanos Bielorrusos que formaban parte de los batallones de voluntarios Ucranianos.

#### Batallón Dzhokhar Dudayev
El batallón Dzhokhar Dudayev, originalmente llamado "batallón Checheno", se creó en marzo de 2014 y es reportado como uno de los tres batallones Musulmanes mayoritarios que se formaron. Posteriormente recibió el nombre del primer presidente y líder de Chechenia, Dzhokhar Dudayev y  tiene su sede en  Novomoskovsk en Óblast de Dnipropetrovsk . A fines de mayo del 2015, la unidad estaba en proceso de ser legalizada como parte del Ministerio del Interior de Ucrania. Sus miembros Ucranianos se unirían al Batallón Zoloti Borota, mientras que se esperaba que sus miembros extranjeros se unieran a las unidades del ejército en virtud de un proyecto de ley que permite a los combatientes extranjeros obtener la  ciudadanía Ucraniana. La mayoría de los miembros son de etnia Ucraniana, pero también hay Chechenos de países Europeos y de Chechenia y también incluye otros Musulmanes como Azerbaiyanos, Ingush y Tártaros, así como Georgianos. El batallón "ve la guerra como parte de una lucha más amplia contra el imperialismo ruso y el régimen de Kadyrov". El batallón se especializa en contador-subversión.

#### Batallón Sheikh Mansur
El batallón Sheikh Mansur es uno de los tres batallones reportados de Musulmanes mayoristas que se formaron. Se informó que defendía la línea del frente cerca de Mariupol en 2015. Fue creado por exmiembros del Batallón Dzhokhar Dudayev  El batallón se disolvió  en septiembre de 2019; cuando una de las últimas unidades compuestas exclusivamente por soldados voluntarios. Durante la invasión Rusa de Ucrania en 2022, se informó que el batallón volvió a estar activo.